# Kristupas
Kristupas ist ein litauischer männlicher Vorname, abgeleitet von Christoph. 

## Personen
- Kristupas Kukaitis (1844–1914), ostpreußischer Evangelist und Bußprediger
- Kristupas Radvila Perkūnas  (1547–1603), hochrangiger Funktionsträger und Militärbefehlshaber in Polen-Litauen
- Mikalojus Kristupas Radvila (1549–1616), hochrangiger Funktionsträger in Polen-Litauen